# Fortunat Jajko
Andrzej Jajko, imię zakonne Fortunat (ur. 1826 w Janowie Lubelskim, zm. 11 stycznia 1911 w Przasnyszu) – polski karmelita trzewiczkowy, uczestnik powstania styczniowego.
Syn Kazimierza i Elżbiety zd. Kuśnierz. Do zakonu karmelitów wstąpił w 1844. Święcenia kapłańskie przyjął w 1850. W początkach lat 60. XIX wieku był przeorem klasztoru karmelitów w Woli Gułowskiej. Kontynuował rozpoczęty w 1856 remont kościoła klasztornego (w tym okresie zastąpiono gontowe daszki na wieżach kościelnych nowymi hełmami z blachy). 
W lutym 1864 został wraz z o. Anastazym Jadochowskim (powstańczym naczelnikiem miasta Baranowa) aresztowany przez władze carskie. O. Fortunatowi udowodniono kontakty z dowódcami powstańczymi i gromadzenie broni w klasztorze. Skazany na więzienie, od 20 lutego do 26 września 1864 przebywał w więzieniu w Radzyniu Podlaskim. Po uwolnieniu aresztowany ponownie i zamknięty w twierdzy w Dęblinie. Został objęty amnestią w maju 1866. 
Opuściwszy więzienie, został skierowany przez władze carskie do klasztoru w Oborach. Od 1877, przez 33 lata był kapelanem sióstr kapucynek w Przasnyszu. Zmarł po krótkiej chorobie. Pochowany został na cmentarzu parafialnym w Przasnyszu. Przed jego grobem ustawiane są uroczyste warty honorowe z okazji wydarzeń patriotycznych i uroczystości niepodległościowych.